# Konstantsa Lyapcheva
 (octobre 2024).
La mise en forme du texte ne suit pas les recommandations de Wikipédia : il faut le « wikifier ».
Les points d'amélioration suivants sont les cas les plus fréquents :
- Les titres sont pré-formatés par le logiciel. Ils ne sont ni en capitales, ni en gras.
- Le texte ne doit pas être écrit en capitales (les noms de famille non plus), ni en gras, ni en italique, ni en « petit »…
- Le gras n'est utilisé que pour surligner le titre de l'article dans l'introduction, une seule fois.
- L'italique est rarement utilisé : mots en langue étrangère, titres d'œuvres, noms de bateaux, etc.
- Les citations ne sont pas en italique mais en corps de texte normal. Elles sont entourées par des guillemets français : « et ».
- Les listes à puces sont à éviter, des paragraphes rédigés étant largement préférés. Les tableaux sont à réserver à la présentation de données structurées (résultats, etc.).
- Les appels de note de bas de page (petits chiffres en exposant, introduits par l'outil «  Source ») sont à placer entre la fin de phrase et le point final[comme ça].
- Les liens internes (vers d'autres articles de Wikipédia) sont à choisir avec parcimonie. Créez des liens vers des articles approfondissant le sujet. Les termes génériques sans rapport avec le sujet sont à éviter, ainsi que les répétitions de liens vers un même terme.
- Les liens externes sont à placer uniquement dans une section « Liens externes », à la fin de l'article. Ces liens sont à choisir avec parcimonie suivant les règles définies. Si un lien sert de source à l'article, son insertion dans le texte est à faire par les notes de bas de page.
- La présentation des références doit suivre les conventions bibliographiques. Il est recommandé d'utiliser les modèles {{Ouvrage}}, {{Chapitre}}, {{Article}}, {{Lien web}} et/ou {{Bibliographie}}. Le mode d'édition visuel peut mettre en forme automatiquement les références.
- Insérer une infobox (cadre d'informations à droite) n'est pas obligatoire pour parachever la mise en page.

Pour une aide détaillée, merci de consulter Aide:Wikification.
Si vous pensez que ces points ont été résolus, vous pouvez retirer ce bandeau et améliorer la mise en forme d'un autre article.
Konstantsa Lyapcheva (en Bulgare: Констанца Ляпчева) (1887-1942) était une figure éminente de la vie politique et sociale en Bulgarie au début du XXe siècle. Activiste sociale, elle s'engagea dans des œuvres caritatives et des mouvements sociaux, notamment en faveur des droits des femmes, la protection de l'enfance, et la protection sociale.
Konstantsa Lyapcheva fut l'une des premières femmes à jouer un rôle influent dans la sphère politique et publique du pays, ouvrant ainsi la voie à d'autres femmes dans des rôles de pouvoir. Son activisme marqua les débuts de l'émancipation des femmes dans une société bulgare encore largement patriarcale, contribuant de manière significative à l'augmentation de l'autonomie des femmes dans la société du XXe siècle.

Elle fut mariée à Andrey Tasev Lyapchev (Tarpov) (en Bulgare: Андрей Тасев Ляпчев (Tърпов)) (1866-1933), qui qui occupa le poste de Premier Ministre de Bulgarie durant trois gouvernements consécutifs, de 1926 à 1931.

## Biographie
Konstantsa Lyapcheva est née le 22 mars 1887 à Sofia. Sa jeunesse fut marquée par des transformations sociales et politiques, ainsi que par la montée du nationalisme bulgare, menant le pays à son indépendance de l'Empire Ottoman en 1908.
Elle grandit dans une famille aisée de Tryavna qui l'envoya en Suisse pour poursuivre ses études, ce qui lui permit de maîtriser plusieurs langues européennes.
À l'âge de 24 ans, Konstantsa Lyapcheva épousa Andrey Lyapchev, 21 ans son aîné. Leur mariage, cependant, fut marqué par une certaine disharmonie et un manque d'épanouissement pour elle.
Intellectuelle et militante, Konstantsa Lyapcheva ne se contenta pas d'être simplement « la femme de » : elle utilisa son statut pour influencer et améliorer certaines réformes économiques et politiques de l'époque. Elle joua un rôle clé dans la conception de politiques sociales axées sur le bien-être et la protection des plus défavorisés.
Elle décéda le 28 novembre 1942, à Sofia, à l'âge de 55 ans, à durant le Royaume de Bulgarie. À sa mort, elle légua tous ses biens à l'État bulgare.

### Activisme et Humanitarisme
Durant les Guerres balkaniques (1912-1913), Konstantsa Lyapcheva servit comme une Soeur de Charité (en), membre d'un ordre religieux dédié au travail caritatif, où elle apporta son aide aux soldats blessés et aux réfugiés.
Dans les années 1930, elle devint la première femme en Bulgarie à s'engager activement dans des sujets tels que la traite humaine, la violence conjugale, et la protection de l'enfance. Jusqu'à la fin de sa vie, elle présida l'Union pour la Protection des Enfants de Bulgarie, une organisation qu'elle avait cofondée en 1910, dédiée à la défense des droits, du bien-être et de la protection des enfants.
En outre, Konstantsa fut membre de presque toutes les œuvres de charité de Sofia, souvent impliquée dans les conseils d'administration. Son engagement s'étendait à tous les aspects de la protection sociale en Bulgarie à cette époque, faisant d'elle une figure centrale dans le développement des politiques sociales du pays.

#### Droits des Femmes
Grâce à son activisme, Konstantsa Lyapcheva a joué un rôle déterminant dans la reconnaissance de la maternité comme une fonction sociale importante par l'État. Ce qui était autrefois considéré comme une responsabilité privée au sein des familles a évolué vers une responsabilité civique, les femmes étant reconnues pour leur rôle essentiel dans l'éducation des futurs citoyens susceptibles de contribuer à la communauté nationale. En conséquence, la Bulgarie a mis en place des politiques publiques visant à soutenir les mères, incluant des soins de santé, un congé maternité, une assistance financière, ainsi que la protection des droits des femmes au sein du cadre familial.
Par ailleurs, Konstantsa Lyapcheva a activement plaidé pour l'accès des femmes bulgares à l'éducation, qu'elle voyait comme un levier fondamental pour améliorer les conditions de vie des femmes et pour moderniser la société bulgare.

#### Droits des Enfants
Konstantsa Lyapcheva était une fervente défenseure des droits des enfants en Bulgarie, jouant un rôle clé dans l'obtention de protections législatives de la part de l'État en leur faveur. Elle fonda les premiers refuges pour enfants en détresse, créa de nombreux foyers et orphelinats, ainsi que des centres de formation pour travailleurs sociaux, des camps d'été et des aires de jeux.
Grâce à ses efforts, les enfants bulgares bénéficièrent de protections légales en matière d'éducation et de bien-être. En 1927, c'est sous son impulsion que fut célébré pour la première fois la Journée de l'enfance le 1er juin en Bulgarie.
Bien qu'elle n'ait jamais eu d'enfants, son dévouement envers la protection de l'enfance lui valut le titre honorifique de "Mère de tous les enfants bulgares".

## Récompenses
En reconnaissance de ses efforts humanitaires et philanthropiques, Konstantsa Lyapcheva reçut la Grand-croix de la Croix-Rouge bulgare ainsi que l'Ordre civil du Mérite des Dames du Tsar Boris III. Ces distinctions prestigieuses étaient attribuées à des personnalités ayant apporté des contributions significatives à la société bulgare.